# Michel Gras
Michel Gras (Montpellier, 11 settembre 1945) è un archeologo e storico francese, membro della sezione francese dell’Istituto Nazionale di Studi Etruschi ed Italici di Firenze, le cui pubblicazioni trattano le relazioni commerciali fra Etruschi, le colonie greche d'Occidente, e i Fenici.

## Biografia
Professore associato di storia, membro della École française de Rome di cui è stato direttore di studi dal 1973 al 1985, e direttore dal 2003 al 2011. È direttore della ricerca al CNRS, la più grande organizzazione di ricerca pubblica in Francia, e membro della sezione francese dell’Istituto Nazionale di Studi Etruschi ed Italici a Firenze. È inoltre socio straniero dell’Accademia nazionale dei Lincei, socio effettivo della Pontificia accademia romana di archeologia, membro ordinario dell’Istituto di studi romani, e membro corrispondente dell’Istituto archeologico germanico.

### Opere principali
- La piraterie tyrrhenienne en mer Egee : mythe ou realite?, Roma, Ecole Francaise de Rome, 1976 (in francese);[1][3]
- Trafics tyrrhéniens archaïques, Roma, Ecole francaise de Rome. Palais Farnese, 1985 (in francese);[1]
- The cities and cemeteries of Etruria, Princeton, 1985 (in inglese);[1][3]
- Il Mediterraneo nell'età arcaica, traduzione di Emanuele Greco, Paestum: Fondazione Paestum, 1997 (titolo originale La Méditerranée archaïque, Paris, 1995);[1][3]
- L'Occidente e i suoi conflitti, in I Greci, vol. II.2, a cura di Salvatore Settis, Torino, Einaudi, 1997;[4]
- L'universo fenicio (con Pierre Rouillard, Javier Teixidor), traduzione di Piero Arlorio, Torino, Einaudi, 2000, (titolo originale L'Univers phénicien (en collab.), Paris, 1992);[1][3]
- Mégara Hyblaea. V. La ville archaïque, (en collab.), Rome, 2004.[1][3]